# هاینریش پرینتس سو زاین-ویتگنشتاین
هاینریش پرینتس سو زاین-ویتگنشتاین (به آلمانی: Heinrich Prinz zu Sayn-Wittgenstein) (۱۴ اوت ۱۹۱۶ – ۲۱ ژانویه ۱۹۴۴) نظامی و خلبان تک‌خال آلمانی در دوره رایش سوم بود. او با ۸۳ پیروزی هوایی، هنگام مرگش برترین خلبان جنگنده شبانه در لوفت‌وافه و تا پایان جنگ جهانی دوم سومین خلبان برتر بود.

## زندگی
هاینریش پرینتس سو زاین-ویتگنشتاین روز ۱۴ اوت سال ۱۹۱۶ در کپنهاگ در دانمارک زاده شد. پدرش دیپلمات بود. خدمت نظامی دیرینه بلندی در خاندان او داشت. سال ۱۹۳۵ به لوفت‌وافه تازه‌تشکیل‌شده پیوست. به عنوان خلبان بمب‌افکن سال ۱۹۳۹ حرفه رزمی خود را در کارزار لهستان آغاز کرد. سال ۱۹۴۰ با درجه سروان در نبرد بریتانیا مشارکت داشت. پس از انجام بیش از ۱۵۰ مأموریت با قوای بمب‌افکن، ماه اوت سال ۱۹۴۱ به ناوگان جنگنده شبانه منتقل شد. در ابتدا از هواگرد یونکرس یو ۸۸ به این منظور استفاده می‌کرد. عملکرد بسیار خوبی در این نقش از خود نشان داد. تا سال ۱۹۴۳ به خلبان برتر جنگنده شبانه در آلمان بدل شد. بسیار پایبند به کار خود بود و به نقل فرمانده جناحی که در آن خدمت می‌کرد، حتی از رفتن به مرخصی هم اجتناب می‌کرد. رقابت تنگاتنگی بین او و هلموت لنت و ورنر اشترایب وجود داشت. پله‌های رشد را یکی پس از دیگری طی می‌کرد. در این میان یک اسکادران از جناح ۲ شکاری شبانه، گروه ۱ جناح ۱۰۰ شکاری شبانه و کل جناح ۲ شکاری شبانه را فرماندهی کرد.
اواخر سال ۱۹۴۲ به جبهه شرقی رفت تا بر روی توسعه تاکتیک‌های حملات هوایی کار کند. یکی از نخستین یگان‌های هوایی موسوم به «قطار تاریکی» را فرماندهی کرد که تجهیزات آن به صورت خودکفا با قطار به نقاط مختلف خط مقدم می‌رفت و به سرعت در پایگاه‌های خاکی عمل می‌کرد. با این تاکتیک دشمن غافلگیر می‌شد و تلفات سنگینی به آن وارد می‌آمد. خود زاین-ویتگنشتاین در این قالب، ۲۹ هواگرد نیروی هوایی شوروی را سرنگون کرد.
سال ۱۹۴۳ به جبهه غربی بازگشت. روز سال نو ۱۹۴۴، شش بمب‌افکن بریتانیایی را سرنگون کرد. روز ۲۱ ژانویه سال ۱۹۴۴ به آرایش بزرگی از بمب‌افکن‌های بریتانیایی بر فراز شونهاوزن حمله برد و پنج فروند از آن‌ها را ساقط نمود. در این میانه هواگرد او خود مورد هدف یک جنگنده سنگین موسکیتو قرار گرفت و سرنگون شد. دو تن از خدمه قادر به خروج از هواگرد با چتر شدند اما سرگرد هاینریش پرینتس سو زاین-ویتگنشتاین نتوانست چنین کند و در این حادثه جان باخت. زاین-ویتگنشتاین در هنگام مرگ ۸۳ پیروزی هوایی، تماماً شبانه، در کارنامه خود داشت. پنجاه و چهار مورد از آن‌ها بریتانیایی و غالباً از نوع بمب‌های چهار موتوره بودند. روز ۲۳ ژانویه، پس از مرگ، شمشیرها به صلیب شوالیه او افزوده شد. پیکر او ابتدا در گورستان پایگاه هوایی دیلن در هلند دفن و بعداً به گورستان جنگی آلمانی‌ها در آیسلستاین در همان کشور منتقل شد.

## کتابشناسی
- Mitcham, Samuel W.; Mueller, Gene (2012). Hitler's Commanders: Offers Of The Wehrmacht, The Luftwaffe, The Kriegsmarine And The Waffen-SS. Rowman & Littlefield Publishers. ISBN 978-1-4422-1154-4.